# 長野県飯山養護学校
長野県飯山養護学校（ながのけん いいやまようごがっこう）は、長野県飯山市に位置する特別支援学校。

## 概要
- 寄宿舎が設置されている[1]。
- 飯山市立木島小学校と年4回の交流学習を実施している[2]。
- 1998年（平成10年）3月に長野で開催されたパラリンピック冬季競技大会のクロスカントリー競技に、当時在学中の生徒2名が出場[3]。
- 海抜312mに位置する。
- 高等部には、作業学習として手芸班・陶芸班・農耕班・木工班の4つの作業班がある[4]。

## 児童・生徒数
- 74名（令和6年度）[5]

## 通学区域
- 北信地域及び周辺地域[6]

## 歴代校長
- 初代 清水 長雄[7]
- 第2代 岩崎 保太郎
- 第3代 白鳥 正雄
- 第4代 大和 龍一
- 第5代 小林 秀世
- 第6代 金井 久芳
- 第7代 成澤 恒美
- 第8代 東條 一雄
- 第9代 小林 勉
- 第10代 高山 和浩
- 第11代 青木 昭
- 第12代 宮下 直久

## 歴史
- 1991年（平成3年）- 開校（初年度の児童・生徒数 53名）[8]
- 2010年（平成22年）- 西校舎増築[9]
- 2022年（令和4年）- 児童・生徒数70名（小学部16名、中学部18名、高等部36名）、職員数71名、寄宿舎生13名（中学部1名・高等部12名）[8]